# ظاهر (إسلام)
الظاهر هو مصطلح في علم التفسير وأصول الفقه «الظاهر» هو أيضًا المبدأ الأساسي لـ مدرسة الفكر في الفقه الإسلامي والعقيدة المعروف لإصرارها على التمسك بالمظهر الظاهر أو الظاهر للتعبير في القرآن والسنة. حيث أن التشريع الإسلامي يرد بألفاظ وكلمات موجهة للمخاطب أو المكلفين، وهذه الألفاظ قد تكون واضحة المعنى والدلالة للسامع والقارئ (كالنص) فلا يحتاج معه السامع إلى مزيد، وقد تكون محتملة عدة معان، منها معنى ظاهرا مقصودا من الشارع كما هو في (الظاهر)، وقد تكون خافية المعنى ومبهمة الدلالة (كالمجمل) وهنا يأتي دور العلماء لمعرفة مراد الشارع الحكيم من النص، وتحديد الحكم المطلوب تنفيذه.

## في اللغة
اسم فاعل من ظهر، ويدل على الوضوح والانكشاف والقوة، والظهر خلاف البطن، والظهر من الأرض: ما غلظ وارتفع، يقال: ظهر فلان على السطح أي: علا عليه، ومنه قوله تعالى: {فَمَا اسْطَاعُوا أَنْ يَظْهَرُوهُ} [الكهف: 97] أي: يعلو عليه. وظهر الشيء يظهر ظهورا: إذا انكشف واتضح، وسمي وقت الظهر والظهيرة لأنه أظهر أوقات النهار وأضوؤها، والجمع أظهر وظهور، وظهران.

## في المذاهب
قال سليمان الطوفي: «والظاهر في استعمال الفقهاء هو: اللفظ المحتمل معنيين فأكثر هو في أحدها أظهر، أو ما بادر منه عند إطلاقه معنى، مع تجويز غيره».
مثاله: الأسد في قولك: «رأيت اليوم أسدًا»، فإنه يحتمل الحيوان المفترس ويحتمل الرجل الشجاع إلا أنه ظاهر في أحدهما وهو الحيوان المفترس.

### عند الحنفية
قال السرخسي: "الظاهر: ما يعرف المراد منه بنفس السماع من غير تأمل، وهو الذي يسبق إلى العقول والأوهام لظهوره موضوعا فيما هو المراد. مثاله: (لو قيل رأيت فلانا حين جاءني القوم)، ظاهرا في مجيء القوم؛ لكونه غير مقصود بالسوق، ولو قيل ابتداءً "جاءني القوم" كان نصا في مجيء القوم؛ لكونه مقصودا بالسوق.
ومثاله أيضا: قوله تعالى: {وَأَحَلَّ اللَّهُ الْبَيْعَ وَحَرَّمَ الرِّبَا} [البقرة: 275] فإنه ظاهر في إطلاق البيع، نصٌّ في الفرق بين البيع والربا بمعنى الحل والحرمة؛ لأن السياق كان لأجله لأنها نزلت ردا على الكفرة في دعواهم المساواة بين البيع والربا كما قال تعالى {ذَلِكَ بِأَنَّهُمْ قَالُوا إِنَّمَا الْبَيْعُ مِثْلُ الرِّبَا} [البقرة: 275].

## حكم العمل بالظاهر
قال مجد الدين عبد السلام: "في حكم العمل بالظاهر ثلاث روايات:
- إحداهن: اتباعها مطلقا ابتداء إلا أن يعلم ما يخالفها ويبين المراد بها.
- والثاني: لا تتبع حتى يعلم ما يفسرها وهو الوقف المطلق.
- والثالث: أنه يتوقف فيها إلى أن يبحث عن المعارض فإذا لم يوجد المعارض عمل بها".[6]

## أقسام الظاهر
ينقسم الظاهر إلى:
- ظاهر بوضع اللغة؛ مثاله: الأمر يحتمل الإيجاب ويحتمل الندب والاستحباب إلا أنه في الإيجاب أظهر، ومثل: النهي يحتمل التحريم ويحتمل الكراهة، إلا أنه في التحريم أظهر.[7]
- ظاهر بوضع العرف، مثاله: لفظ الغائط، فإنه إن أطلق يراد به عرفا الخارج المخصوص من الإنسان لا المطمئن من الأرض.[8]
- ظاهر بوضع الشرع مثاله: اسم الصلاة كان حقيقة في الدعاء ثم صار مجازا فيه حقيقة في الصلاة الشرعية، لا يفهم من إطلاقه سواها فصار على معناه الشرعي.[9]

## أسباب الظهور في الألفاظ
أسباب الظهور ثمانية وهي:
1. الحقيقة وهي في مقابلة المجاز.
2. الانفراد في الوضع، في مقابلته الاشتراك.
3. التباين، في مقابلته الترادف.
4. الاستقلال، في مقابلته الإضمار.
5. التأسيس، في مقابلته التأكيد.
6. الترتيب، في مقابلته التقديم والتأخير.
7. العموم، في مقابلته الخصوص.
8. الإطلاق، في مقابلته التقييد.[10]